# Lutung nilgiryjski
Lutung nilgiryjski, langur nilgir (Semnopithecus johnii) – gatunek ssaka z rodziny koczkodanowatych (Cercopithecidae). Małpa ta jest narażona na wyginięcie. Tradycyjnie uznawana była za rodzaj lutunga, jednak w związku z badaniami genetycznymi została zakwalifikowana jako Semnopithecus.

## Występowanie
Lutung nilgirysjki żyje w Indiach oraz na Sri Lance. Małpa ta zamieszkuje górskie lasy.

## Morfologia
Małpa o długości ciała 70 cm, ogona 100 cm. Osiąga masę ciała do 13 kg. Lutung nilgirysjki ma ubarwiony grzbiet na brunatnoczarno. Małpa ta ma głowę ubarwioną na czerwonozłoty kolor, a twarz ma pokrytą ciemną skórą o czerwonawym odcieniu.

## Pożywienie
Lutung nilgirysjki żywi się głównie liśćmi.